# Hecq
Hecq é uma comuna francesa na região administrativa de Altos da França, no departamento do Norte. Estende-se por uma área de 1.36 km². Em 2010 a comuna tinha 366 habitantes (densidade: 269,1 hab./km²).